# BBC Radio Northampton
BBC Radio Northampton est une station de radio britannique, service local de BBC Radio pour le comté du Northamptonshire. Elle diffuse depuis ses studios de la Maison de la Radio, située à Northampton. Elle émet sur 104.2 (Northampton) et 103.6 FM (Geddington, entre Kettering et Corby) ainsi qu'en DAB. La station dispose également de deux studios à Daventry et Corby. D'après Radio Joint Audience Research Limited (RAJAR), la radio aurait environ 60 000 auditeurs hebdomadaires, soit près de 11% de part de marché en décembre 2024.
La rédactrice en cheffe actuelle est Laura Moss, qui a rejoint la station en 2003.